# ألبرت بينيت (لاعب كريكت)
ألبرت بينيت (بالإنجليزية: Albert Bennett)‏ (21 مايو 1910 - 14 سبتمبر 1985) هو لاعب كريكت أسترالي.

## وصلات خارجية
- ألبرت بينيت على موقع إي آس بي آن كريك إنفو (الإنجليزية)